# Friedrich Gundolf
Friedrich Gundolf, pseudonimo di Friedrich Leopold Gunderfinger (Darmstadt, 20 giugno 1880 – Heidelberg, 12 luglio 1931), è stato un critico letterario tedesco.

## Biografia
Ebreo, fu autore di interessantissimi studi e traduzioni di William Shakespeare, Nietzsche, Friedrich Hölderlin, Wolfgang Goethe e Stefan George, di cui fu grande amico.  Quest'ultimo studio è stato tradotto per la prima volta per La Finestra editrice, Lavis 2015.
Sin da giovane si appassionò alla letteratura, grazie alla frequentazione del cenacolo diretto dal George, divenendo, ben presto, uno stretto collaboratore della rivista georgiana Blätter für die Kunst (Fogli per l'arte), dove pubblicò le sue prime poesie. Tra tutti i seguaci di George, Gundolf si dimostrò il meno entusiasta di estetismo decadente, anche se non mancava il lui l'influenza nietzscheana del culto per l'eroe, come risaltò nello scritto Caesar, Geschichte seines Ruhms (Cesare, storia della sua fama, 1924), e sostenesse le idee georgiane del perseguimento dell'assolutezza dell'arte, in piena opposizione allo stile naturalistico. Però Gundolf, con il passare degli anni, si mostrò sempre più scettico nei confronti del mito del poeta come vate ed educatore, e lentamente prese le distanze da George fino a giungere ad una discordia.
Se i versi di Gundolf, almeno fino alla rottura con il maestro, furono in linea di massima aderenti alle teorie di George, il suo nome è ricordato soprattutto per l'importanza delle opere di critica, come nel caso del saggio riguardante Goethe (Goethe, 1916), considerato uno dei più brillanti di tutti i tempi. Questo studio voluminoso fu incentrato sul rapporto tra l'esperienza di vita e la sua influenza nella stesura dei versi. Come scrisse Gundolf: <<per questo genere d'osservazione non esiste un prima e un dopo fra la vita e l'opera...così anche la forza creatrice di Goethe e il demoniaco che dominò la sua vita sono inscindibili, due forme di un'unica forza>>.
Nell'ultimo decennio di vita, Gundolf realizzò molti altri lavori significativi, come quelli su Kleist (1923, su Gryphius (1927), su Grimmelshausen (1929) e sui romantici tedeschi.
Si occupò inoltre di filosofia della storia attraverso uno studio della figura di Giulio Cesare.
I suoi libri furono distrutti nel 1933 dai nazisti.
Nell'ambito della cultura germanica, l'opera di Gundolf rappresentò una rottura con la tradizione di critica storico-letteraria, grazie soprattutto all'approfondimento e alla focalizzazione dell'esperienza interiore dei poeti analizzati, oltreché per l'innovazione del gusto letterario e per lo stile gustoso e sontuoso della sua prosa.